# Cosas de mujeres (película de 1957)
Desk Set (en Reino Unido conocida como His Other Woman, en España titulada Su otra esposa y en Argentina conocida como Cosas de mujeres) es una película estadounidense de 1957 del género romance dirigida por Walter Lang y protagonizada por Spencer Tracy y Katharine Hepburn. El guion fue escrito por Phoebe Ephron y Henry Ephron a partir de la obra original de William Marchant.

## Sinopsis
Bunny Watson, una mujer de prodigiosa memoria, tiene a su cargo los archivos de una importante cadena televisiva. Pero cuando llega a la empresa el ingeniero Richard Summer, que acaba de inventar un revolucionario cerebro electrónico, la incertidumbre se apodera no sólo de Watson, sino también de todos los empleados, que temen perder sus puestos de trabajo.

## Reparto
- Spencer Tracy como Richard Sumner.
- Katharine Hepburn como Bunny Watson.
- Gig Young como Mike Cutler.
- Joan Blondell como Peg Costello.
- Dina Merrill como Sylvia Blair.
- Sue Randall como Ruthie Saylor.
- Merry Anders como Cathy.